# Instemmingsprocedure
De instemmingsprocedure was een wetgevingsprocedure van de Europese Unie. De procedure werd ingevoerd door de Europese Akte van 1986. Zij houdt in dat de Raad de instemming van het Europees Parlement moet krijgen om bepaalde beslissingen van groot belang te kunnen nemen. Het Parlement kan een voorstel aanvaarden of verwerpen, doch niet amenderen. Indien instemming uitblijft, kan het besluit niet worden aangenomen.
De instemmingsprocedure geldt voornamelijk voor de toetreding van nieuwe lidstaten, de associatieovereenkomsten en andere belangrijke overeenkomsten met derde landen of de voordracht van de voorzitter van de Europese Commissie. Zij is ook vereist voor burgerschap, specifieke taken van de Europese Centrale Bank ECB, wijzigingen van de statuten van het Europees Stelsel van Centrale Banken en van de ECB, de Structuurfondsen en het Cohesiefonds alsook de uniforme verkiezingsprocedure voor de Europese verkiezingen.
Sedert de inwerkingtreding van het Verdrag van Amsterdam is instemming van het Europees Parlement tevens vereist wanneer sancties worden toegepast wegens een ernstige en voortdurende schending van de grondrechten door een lidstaat. Bij het Verdrag van Nice is de instemming van het Europees Parlement verplicht gesteld indien versterkte samenwerking tussen sommige lidstaten overwogen wordt op een gebied dat onder de medebeslissingsprocedure valt.
Ter vereenvoudiging van de wetgevingsprocedures voorzag het Verdrag van Lissabon in de opneming van de instemming in de bijzondere wetgevingsprocedures. De benaming 'instemming' bestaat als zodanig niet meer.